# EURES
EURES, Europejskie Służby Zatrudnienia (od ang. European Employment Services) – sieć tworzona przez Komisję Europejską oraz publiczne służby zatrudnienia w krajach należących do Europejskiego Obszaru Gospodarczego (kraje członkowskie Wspólnoty oraz Norwegia, Islandia i Liechtenstein) oraz w Szwajcarii (która posiada status obserwatora EOG). 
Celem sieci EURES jest świadczenie usług na rzecz poszukujących pracy oraz pracodawców w ramach zapisanego w unijnym prawodawstwie (ale w niektórych wypadkach ograniczonego w praktyce okresami przejściowymi dla nowych członków Unii) swobodnego przepływu osób oraz propagowanie mobilności pracowników wewnątrz Unii Europejskiej. 